# غزو دومينيكا 1778
غزو دومينيكا (7 سبتمبر 1778) هو غزو فرنسي لجزيرة دومينيكا في الهند الغربية البريطانية إبان حرب الاستقلال الأمريكية. وقع الغزو قبل معرفة السلطات البريطانية في الكاريبي بدخول فرنسا الحرب إلى جانب الولايات المتحدة. في 17 أغسطس، أُخبر الحاكم الفرنسي في الهند الغربية، فرانسوا كلود آمور، بانخراط فرنسا في الحرب، ورتّب آمور عملية الغزو، فأرسل الجواسيس لحشد دعم وتعاطف سكان دومينيكا الناطقين بالفرنسية.
في 7 سبتمبر عام 1778، رست القوات الفرنسية على الساحل الجنوبي الشرقي للجزيرة. استولى الفرنسيون فورًا على بعض دفاعات الجزيرة، وسيطروا في نهاية المطاف على المرتفعات المطلة على العاصمة روسو. استسلم نائب الحاكم وليام ستيوارت برفقة ما تبقى من قواته. بقيت دومينيكا تحت سيطرة الفرنسيين حتى نهاية الحرب، حينها أُعيدت إلى سلطة البريطانيين.

## خلفية
عقب معركة ساراتوجا شديدة الأهمية في أكتوبر عام 1777، واستسلام جيش الجنرال البريطاني جون بورغوين، قررت فرنسا الدخول علنًا في حرب الاستقلال الأمريكية إلى جانب الولايات المتحدة الأمريكية حديثة العهد آنذاك. سعت فرنسا، عبر دخولها الحرب، إلى استعادة الأراضي التي خسرتها لصالح بريطانيا في حرب السنوات السبع. إحدى تلك الأراضي الرئيسة التي حملت أهمية خاصة هي جزيرة دومينيكا في الهند الغربية، وهي الجزيرة الواقعة بين مارتينيك (الخاضعة للسلطة الفرنسية) وغوادلوب، لكن البريطانيين استولوا عليها عام 1761. كان الهدف من السيطرة على الجزيرة تحسين سبل التواصل بين الجزر الأخرى، وحرمان القراصنة المفوضين من استخدام موانئ دومينيكا بهدف تصيّد السفن الفرنسية وتعطيل الملاحة التجارية.
في دومينيكا، خشي الحاكم توماس شيرلي من صمود دفاعات الجزيرة منذ بدء الحرب عام 1775. استمر شيرلي بتعزيز أحد الحصون في كاشاكرو وبعض المناطق الأخرى، خلافًا للتعليمات الوارد من السلطات الاستيطانية في لندن، والتي نصّت على تقليص نفقات الدفاع إلى الحدود الدنيا. لم تكتمل أعمال تعزيز الدفاعات عندما أبحر شيرلي إلى إنجلترا في يونيو عام 1778. ترك شيرلي القيادة لنائبه وليام ستيوارت، وفي أغسطس عام 1778، كانت أعمال التعزيز غير مكتملة أيضًا، وهي الفترة ذاتها التي تلقى فيها حاكم الهند الغربية الفرنسية، فرانسوا كلود آمور (ماركيز دو بوييه)، معلومات تفيد بإعلان الحرب على بريطانيا.

## تمهيد
وصلت الفرقاطة الفرنسية كونكورد إلى مارتينيك في 17 أغسطس، حاملة معها أوامرًا من باريس بالاستيلاء على دومينيكا حالما تتاح لها الفرصة، فوضع ماركيز دو بوييه مخططات فورية إن جرت العملية. حافظ دو بوييه على التواصل مع سكان دومينيكا، حيث شكّل الفرنسيون البيض -بالإضافة إلى الملوّنين الأحرار- أغلبية كبرى خلال سنوات الإدارة البريطانية. جراء ذلك، امتلك دو بوييه صورة دقيقة عن ظروف وأوضاع دفاعات دومينيكا، وعَلِم أن عدد الجنود في حامية الجزيرة لا يتجاوز 50 رجلًا «لائقًا للعمل». قلق دو بوييه من مكان تواجد أسطول جزر ليوارد البريطاني تحت قيادة الأميرال صامويل بارينغتون، باعتبار أن أسطول الأخير أقوى من أسطوله. خَفِي عن دو بوييه أن بارينغتون -الذي عُيّن في هذا المنصب منذ فترة قصيرة جدًا- تلقّى تعليمات للاحتفاظ بأسطولِه البحري في بربادوس، والبقاء هناك حتى وصول مزيدٍ من التعليمات. وُزّعت القوات البريطانية النظامية المتواجدة على الجزيرة، والتي بلغ تعدادها 100 جندي، في الدفاعات المحيطة بالعاصمة روسو، وعلى التلال المطلة عليها، وعلى شبه جزيرة كاشاكرو أيضًا.
حاول دو بوييه الحفاظ على مظاهر السلام أثناء تعامله مع سلطات دومينيكا، بينما بدأ تجهيز قواته في مارتينيك. في 2 سبتمبر، وقّع دو بوييه وستيوارت اتفاقية تمنع طواقم القراصنة المفوّضة من سلب ونهب المناطق. في اليوم التالي، أرسل دو بوييه أحد ضباطه إلى دومينيكا لمعرفة ما إذا كانت الفرقاطة البحرية الملكية لا تزال راسية في خليج الأمير روبرت (قرب بورتسموث حاليًا). شكك ستيوارت بنوايا الضابط الذي أرسله دو بوييه، فاستجوبه ثم أطلق سراحه لاحقًا. في 5 سبتمبر، علم دو بوييه أن الفرقاطة أبحرت نحو بربادوس.
شنّ دو بوييه الغزوة على الفور. تمكن بعض السكان الفرنسيين (تدعي المصادر البريطانية أنهم جنود فرنسيون تسللوا إلى داخل الجزيرة) من دخول مواقع المدفعية على شبه جزيرة كاشاكرو في مساء ذلك اليوم، وأغدقوا المشروبات المسكرة على جنود الحامية، وسدّوا فتحات مدافع الحصن بالرمال، ما جعل تلك المدافع عديمة الجدوى مؤقتًا. تمكّن دو بوييه من اختراق بعض العملاء في الجزيرة، وأقنع هؤلاء بعض الميليشيات المحلية الناطقة بالفرنسية بالتخلي عن مسؤولياتهم عندما يُطلب ذلك منهم.

## الغزو

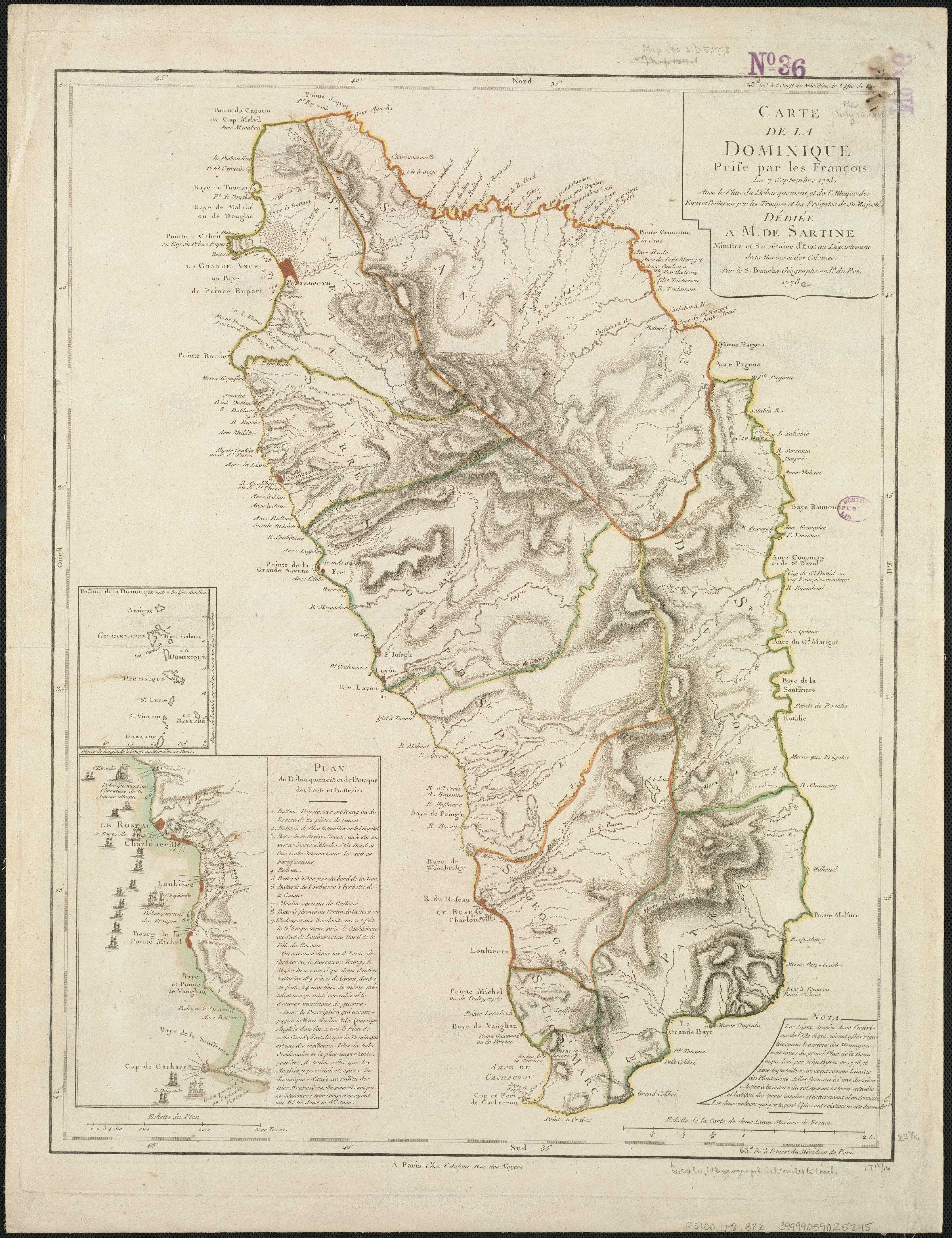
خريطة فرنسية من عام 1778 تصور دفاعات الجزيرة وقت الغزو الفرنسي.

بعد غروب شمس السادس من سبتمبر، غادر 1800 جندي فرنسي و1000 متطوع جزيرة مارتينيك على متن الفرقاطات تورتوريل وديليجانت وأمفيتريت، والكورفت (الفرقيطة) إيتوردي، بالإضافة إلى أسطول صغير من السفن الأصغر حجمًا (تقدّم المصادر التي تصف الواقعة أرقامًا متفاوتة إلى حدّ كبير بخصوص حجم القوة الفرنسية. الأرقام الواردة هنا مستمدة من شهادة دو بوييه عن الحادثة، لكن بعض المصادر البريطانية تدعي أن تعداد قواته وصل إلى 4500). كانت المدفعية في كاشاكرو أول النقاط التي تعرضت للهجوم، وهناك تقع الحامية البريطانية التي أصابها الإرباك إثر المشروب المسكر والمدافع غير الفعالة، فاستطاع الفرنسيون التغلب على الحامية بدون مقاومة تذكر، وتم الاستيلاء عليها بحلول فجر السابع من سبتمبر. دُفع اثنان من جنود الفوج الـ48 البريطاني من أعلى الأسوار، ولقيا حتفهما إثر سقوطهما. بعد تأمين محيط المدفعية، أطلق الفرنسيون النار من المدافع، وأطلقوا صواريخ الإشارة نحو السماء كي يرسلوا إشارة إلى حلفائهم. أثارت تلك الأحداث انتباه ستيوارت في روسو، فدق ناقوس الخطر وشغّل الإنذار على الفور. تغيّب الكثير من أفراد الميليشيات الفرنسية في دومينيكا عن التجمّع وفق المخطط. استجاب نحو 100 جندي من الميليشيات لنداء الواجب، وجرى توزيعهم بين دفاعات مدينة روسو.
استمر الفرنسيون بإنزال المزيد من القوات بين كاشاكرو وروسو، بهدف كسب أراضي المرتفعات المطلة على العاصمة. تألفت القوة الرئيسة من 1400 رجل، ورست على بعد 3.2 كيلومتر جنوب العاصمة روسو، قرب بلدة بوينت ميشيل، لكن قصف المدفعية العنيف من أعلى التل أدى إلى إصابة 40 جندي. رسا دو بوييه برفقة 600 جندي في لوبيير، الواقعة بين بوينت ميشيل وروسو، بينما رست مجموعة أخرى مؤلفة من 500 جندي شمال روسو، وتحرّكت فرقاطات الأسطول بهدف قصف دفاعات روسو. استولى الفرنسيون مؤقتًا على حصن ساحلي في لوبيير، لكنهم طُردوا من الحصن 3 مرات جراء القصف المدفعي من الأعلى. انتهى الأمر بانسحابهم، وانتظار قوات أخرى تمكنت من الوصول إلى المدفعيات المتمركزة على التل والاستياء عليها. بحلول الظهيرة، احتلّ الفرنسيون التلال المطلة على العاصمة، وأدرك ستيوارت أن الوضع ميؤوس منه.
بدأت المفاوضات عقب ذلك، ووقّع ستيوارت ودو بوييه أحكام اتفاقية الاستسلام في نحو الـ 3 ظهرًا. قُطعت إجراءات الاستسلام إثر إطلاق إحدى الفرقاطات الفرنسية نيرانها على حصن يونغ الذي رُفع عليه العلم البريطاني، ويبدو أن قائدها لم يكن على دراية بالإجراءات التي حصلت. أسرع القائدان، الفرنسي والبريطاني، إلى الحصن لوقف أي تبادلٍ لإطلاق النار قبل إتمام الاتفاقية. استولى الفرنسيون بعدها على مدينة روسو رسميًا. أصبح الجنود البريطانيون سجناء حرب، وأُطلق سراح الميليشيات كي يتمكن أفرادها من العودة إلى منازلهم. رغب دو بوييه بالحفاظ على العلاقات الطيبة مع السكان، فلم يسمح لجنوده بنهب البلدة. بدلًا من ذلك، جمع رسومًا قدرها 4.400 جنيه إسترليني من سكان المدينة، ووزّع المبلغ على رجاله.